# 山口研一郎
山口 研一郎（やまぐち けんいちろう、1947年8月21日 - ）は、日本の脳神経外科医。

## 人物
1947年、長崎県長崎市生まれ。長崎大学医学部卒業。
高次脳機能障害の治療が、専門分野の一つである。高槻市にて、『やまぐちクリニック』を開業している。
『現代医療を考える会』代表として、脳死移植に反対の立場をとり、尊厳死法定化に反対し、著作活動や講演活動を行っている。

## 著作
- 『生命をもてあそぶ現代の医療』(社会評論社、1995年8月)ISBN 9784784501410
- 『脳ドックは安全か』(小学館、1999年6月)ISBN 9784093860376
- 『脳受難の時代』(御茶の水書房、2004年6月)ISBN 978-4275003331